# Parque nacional Nymboida

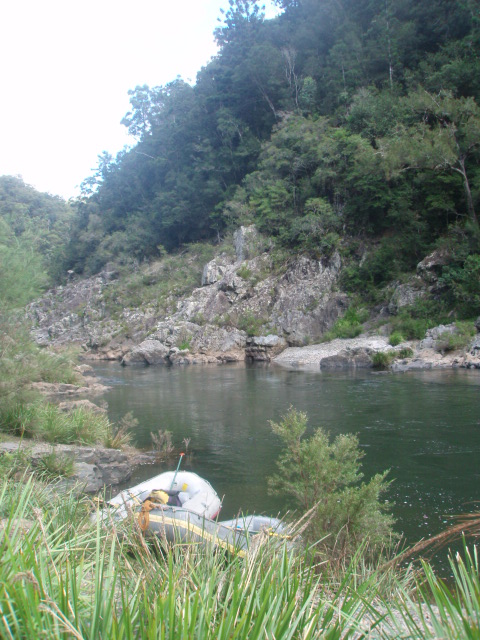
Rio de Nymboida

El Parque Nacional Nymboida es un parque nacional en Nueva Gales del Sur (Australia), ubicado a 485 km al norte de Sídney.

## Ficha
- Área: 316 km²
- Coordenadas: 29°38′39″S 152°25′05″E / -29.64417, 152.41806
- Fecha de Creación: 19 de septiembre de 1980
- Administración: Servicio Para la Vida Salvaje y los Parques Nacionales de Nueva Gales del Sur
- Categoría IUCN: Ib